# フアン・マルティネス・モンタニェース
フアン・マルティネス・モンタニェース（Juan Martínez Montañés、1568年3月16日 – 1649年6月18日）はスペインの彫刻家である。セビリアで活動し、木彫の作品を制作し、「el Dios de la Madera （木の神）」の異名を得た。

## 略歴
現在のアンダルシア州ハエン県のアルカラ・ラ・レアルで生まれた。1579年または1580年に、グラナダに移り、パブロ・デ・ロハス(Pablo de Rojas: 1549-1611)に彫刻を学んだ。1609年にセビリアに移り、その後はセビリアで働いた。セビリアで人気を得て、工房を開き、多くの弟子を教えた。
1636年に国王、フェリペ4世にマドリードに招かれ、フェリペ4世の胸像を制作した。この時、宮廷画家になっていたディエゴ・ベラスケスと親しくなり、ベラスケスは胸像を制作中のモンタニェースの肖像画を描いた。フェリペ4世の像は、フィレンツェの彫刻家、ピエトロ・タッカに送られ、マドリードのオリエンテ広場にあるブロンズのフェリペ4世の騎馬像が制作された。
セビリア大聖堂や近隣の教会のために聖人の像を制作した。モンタニェースの作品はスペイン伝統のスタイルで、木彫で、金箔で飾られ、塗装がされた。
弟子には息子のアロンソ・マルチネス(Alonso Martínez:1612-1668)やフアン・デ・メサ(Juan de Mesa y Velasco:1583–1627)がいる。

## 作品

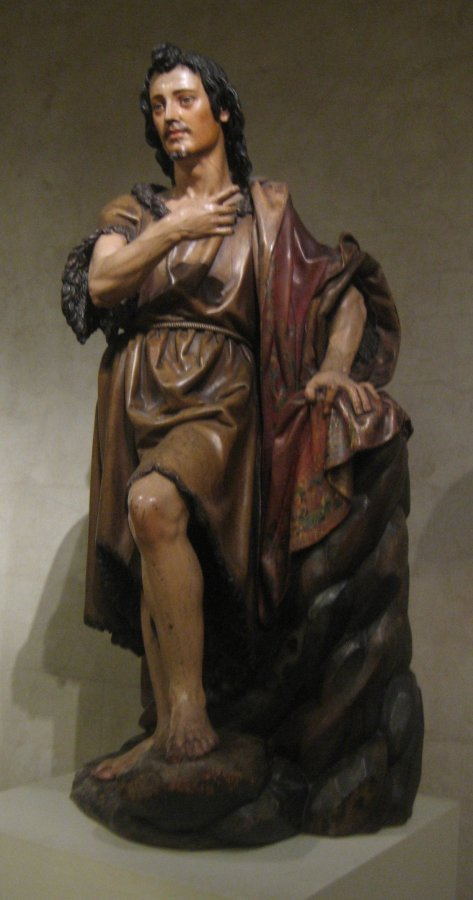
洗礼者ヨハネ
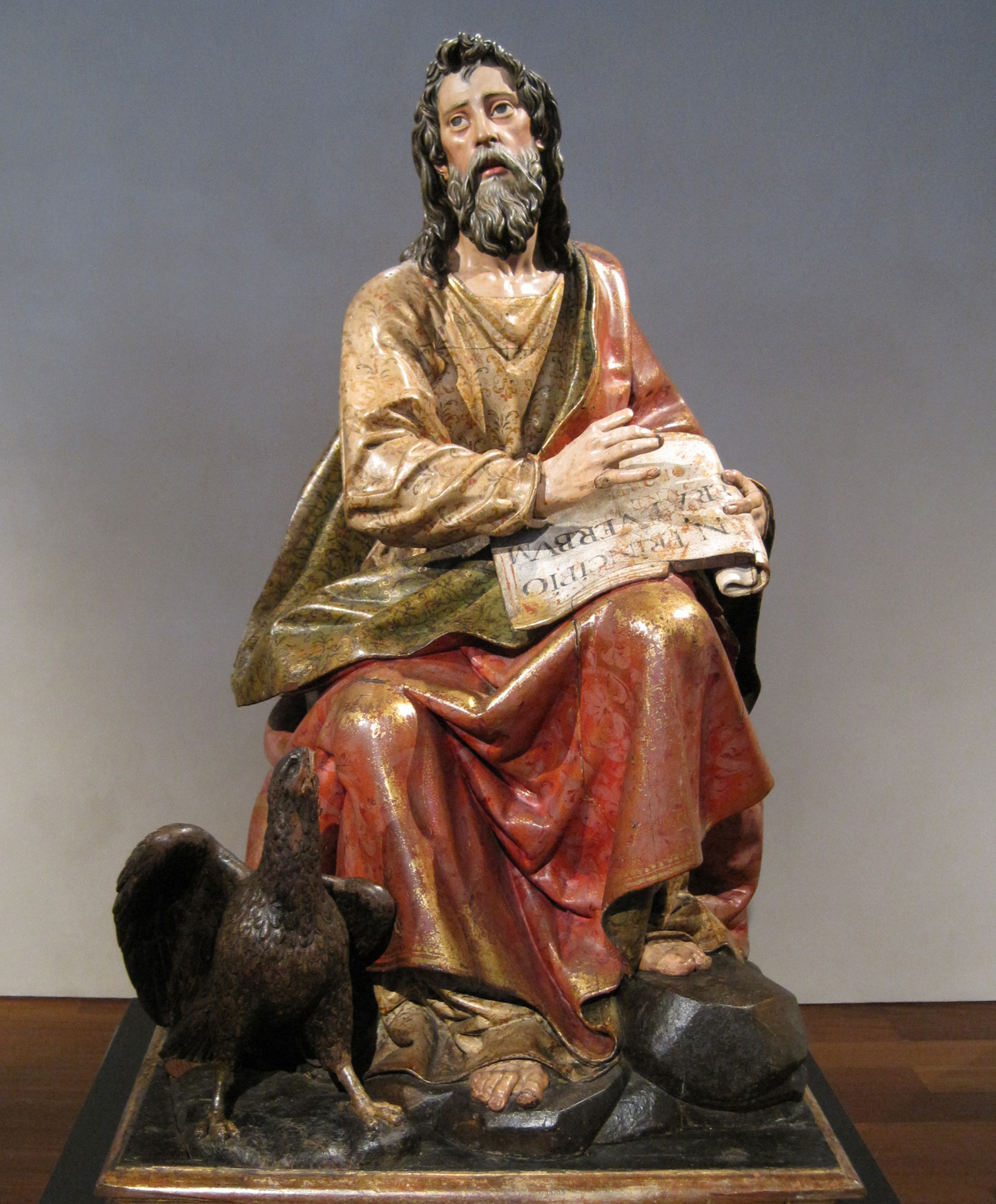
福音記者ヨハネ
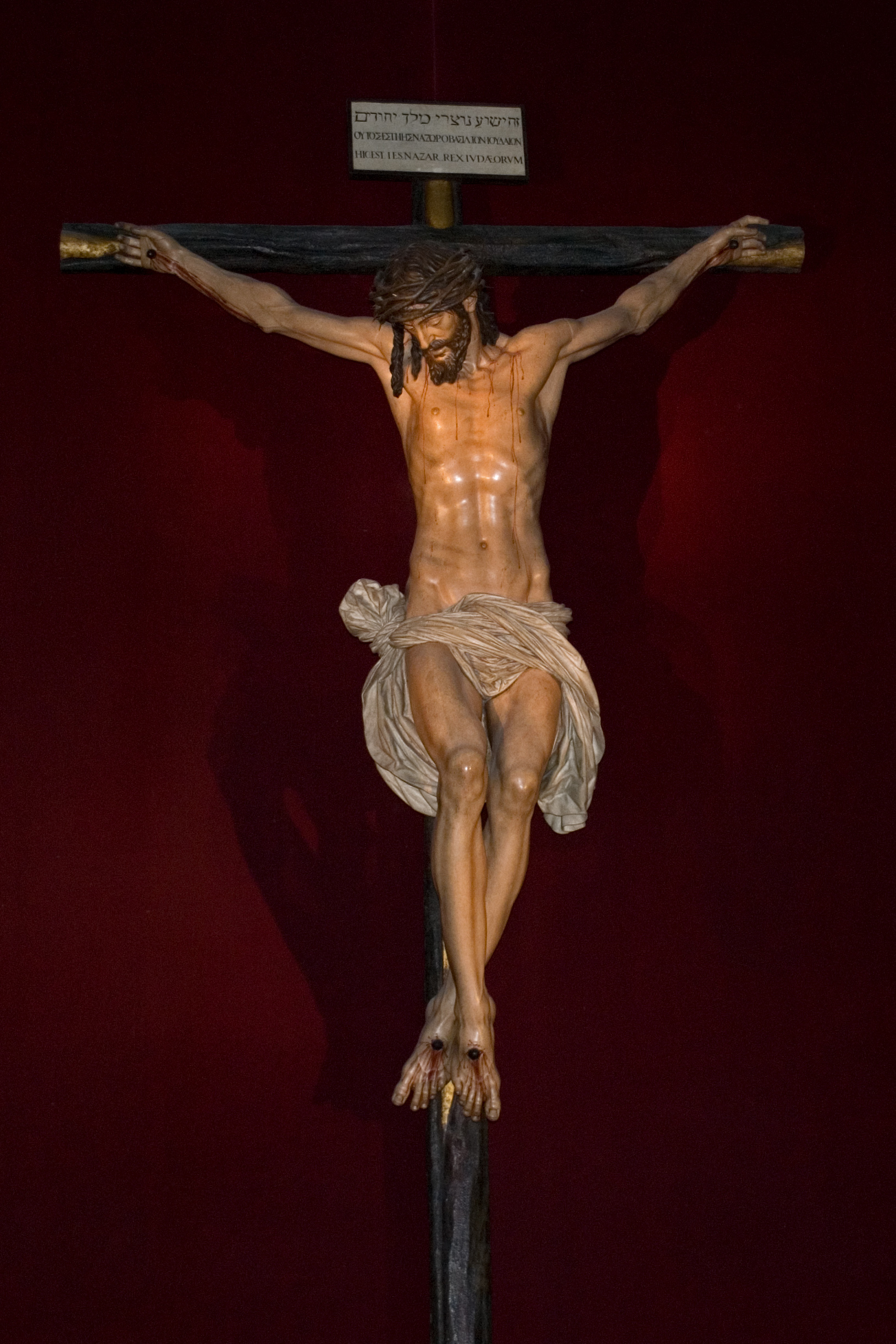
十字架のキリスト
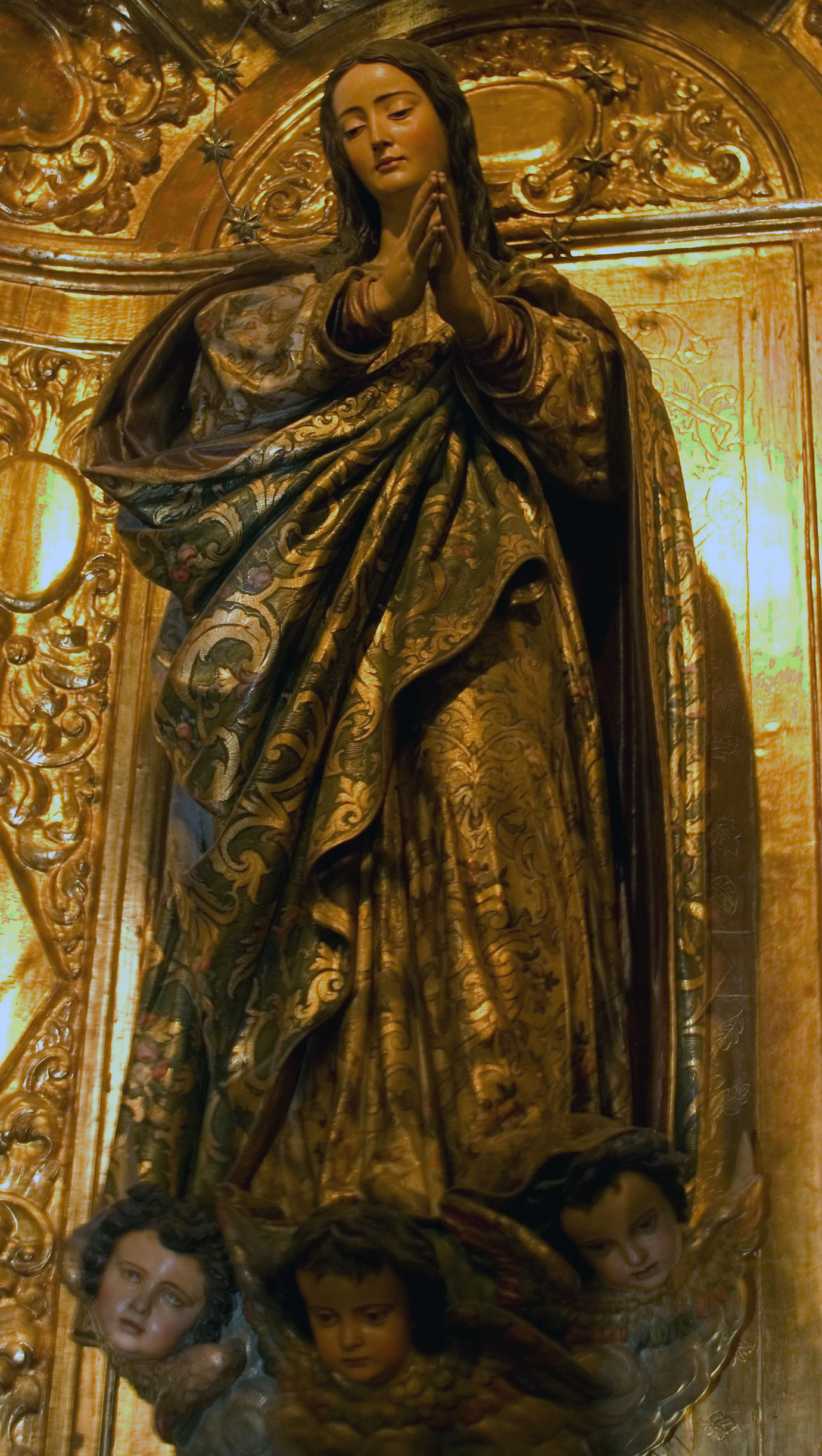